# John McConnell
John McConnell, detto Spud (Baton Rouge, 13 novembre 1958), è un attore statunitense.
È sposato dal 1994 con l'attrice Maureen Brennan.

## Filmografia parziale
- Intervista col vampiro (Interview with the Vampire: The Vampire Chronicles), regia di Neil Jordan (1994)
- Ladykillers, regia di Joel ed Ethan Coen (2004)
- Il mio amico a quattro zampe (Because of Winn-Dixie), regia di Wayne Wang (2005)
- Déjà vu - Corsa contro il tempo (Déjà Vu), regia di Tony Scott (2006)
- Un alibi perfetto (Beyond a Reasonable Doubt), regia di Peter Hyams (2009)
- L'amico del cuore (Our Friends), regia di Gabriela Cowperthwaite (2019)